# Fernando de Cabrera y Bobadilla
Fernando de Cabrera y Bobadilla (s. m. siglo XV-1522), comendador de Montemolín en la Orden de Santiago (cuyo hábito tomó en marzo de 1505), alcaide del alcázar de Segovia desde el 4 de octubre de 1511, tesorero de la casa de moneda de esta ciudad, II señor y también I conde de Chinchón por concesión de Carlos I el 9 de mayo de 1520, desde La Coruña.
Era hijo segundo de Andrés de Cabrera —I señor de Chinchón, I marqués de Moya y camarero mayor del rey Enrique IV— y de Beatriz de Bobadilla, su mujer —camarera mayor de la reina Isabel la Católica—.
Durante la Guerra de las Comunidades de Castilla (1520-1521), se unió al bando realista y debió afrontar la rebelión antiseñorial de sus súbditos de Chinchón, Ciempozuelos y otras villas del feudo, que además contaban con el apoyo militar de los comuneros segovianos (véase: Revueltas antiseñoriales durante la Guerra de las Comunidades de Castilla). Así, el 13 de septiembre de 1520 pedía refuerzos para controlar la situación, y todavía en mayo del año siguiente se expedía una provisión para que todas las autoridades se pusiesen a disposición del aristócrata a ayudarle en esta tarea.
Casó con Teresa de la Cueva, natural de Cuéllar, hija de Francisco Fernández de la Cueva y Mendoza, II duque de Alburquerque, II conde de Ledesma y II de Huelma, y de Francisca de Toledo, su mujer, hija de los primeros duques de Alba. Ambos fueron padres de:
1. Pedro Fernández de Cabrera y Bobadilla, que sucedió en el condado.
2. Mariana de la Cueva y Bobadilla (o Cabrera y de la Cueva), casada con Luis de Leiva, II príncipe de Asculi, marqués de Atella y conde de Monza, comendador de Yeste en la Orden de Santiago y capitán general de la gente de armas del ducado de Milán.

Murió en 1522.